# Vlag van Táchira

Vlag van Táchira (ratio 2:3)

De vlag van Táchira is een horizontale driekleur in de kleuren geel, zwart en rood met in het midden van de zwarte baan vier witte vijfpuntige sterren en twee takken van de koffieplant. De vlag is in gebruik sinds 30 juli 1997.
De bovenste baan is geel van kleur. Deze kleur symboliseert de rijkdommen van de aarde, de wet, de wetenschap en de volkswijsheid. De middelste baan is zwart, hetgeen verwijst naar de moeilijkheden die het volk in de geschiedenis heeft overwonnen. Daarnaast symboliseert deze kleur in de vlag de olieindustrie van Táchira. De onderste rode baan symboliseert de anonieme helden die tijdens de Venezolaanse onafhankelijkheidsstrijd stierven.
De vier sterren staan in een halve cirkel. Zij symboliseren de vier kantons die in 1864 Táchira vormden: San Cristóbal, Lobatera, San Antonio en Grita. De takken van de koffieplant symboliseren de koffieteelt en, meer algemeen, de landbouw.
Merk op dat de vlag van Táchira grote overeenkomsten heeft met de vlag van Venezuela: beide vlaggen hebben drie even hoge horizontale banden, waarvan de bovenste geel en de onderste rood is en hebben in de middelste baan witte vijfpuntige sterren in een halve cirkel.